# Anatolie Doroș
Anatolie Doroș (russisch Анатолий Дорош/Anatoli Dorosch; * 21. März 1983 in Vertiujeni) ist ein ehemaliger moldauischer Fußballspieler.

## Karriere

### Verein
Anatolie Doroș begann seine Karriere im Jahr 2001 in seinem Heimatland beim FC Hîncești. 2004 ging er nach Polen und spielte bis 2006 für Legia Warschau, Polonia Warschau und Korona Kielce. Von 2006 bis 2010 stand er bei verschiedenen Vereinen aus Aserbaidschan unter Vertrag. 2010 wechselte er zum ukrainischen Verein Tschornomorez Odessa. Im Jahre 2011 lief er für den kasachischen Verein Irtysch Pawlodar auf.

### Nationalmannschaft
Anatolie Doroș debütierte im Jahre 2007 in der moldauischen Nationalmannschaft. Er wurde 14 Mal eingesetzt und erzielte dabei zwei Tore.